# تراکی (کالیفرنیا)
تراکی (به انگلیسی: Truckee) شهری در شهرستان نوادا، کالیفرنیا ایالت کالیفرنیا است که در سرشماری سال ۲۰۱۰ میلادی، ۱۶۱۸۰ نفر جمعیت داشته است.